# North Littleton
North Littleton – przysiółek w Anglii, w Worcestershire. Leży 24,2 km od miasta Worcester i 141 km od Londynu. W 2016 miejscowość liczyła 542 mieszkańców. W latach 1870–1872 osada liczyła 303 mieszkańców.